# Bob Verstraete (acteur)
 (décembre 2018).
Pour les articles homonymes, voir Verstraete.
Bob Verstraete, né le 17 septembre 1921 à Rotterdam et mort le 27 août 1993 à Amstelveen, est un acteur, scénariste et metteur en scène néerlandais.

## Carrière
Issue d'une famille artistes, il est le fils de l'acteur Jules Verstraete. Il est le frère cadet des actrices Mieke Verstraete et Jeanne Verstraete et de l'acteur Guus Verstraete. Il est le beau-frère des acteurs Max Croiset et Richard Flink. Il est l'oncle des acteurs Hans Croiset, Jules Croiset, Coen Flink et Guus Verstraete jr.. Il est grands-oncle des acteurs Vincent Croiset et Niels Croiset.

## Filmographie

### Acteur et scénariste
- 1958 : Fanfare
- 1959 : Dokter Gerbrand
- 1960 : De zaak M.P. (nl)
- 1962 : Arthur en Eva
- 1962 : Vertrouwt u maar op mij
- 1963 : Het grote begin
- 1964 : De brief van Fortunata
- 1973 : Peppi en Kokki
- 1975 : De verlossing
- 1976 : Verlies